# Davit Modzmanasjvili
Davit Modzmanasjvili, född 9 november 1986 i Tbilisi, Georgiska SSR, Sovjetunionen, är en georgisk brottare.
Modzmanasjvili tog OS-silver i supertungviktsbrottning vid de olympiska brottningstävlingarna 2012 i London.